# Fernand Nisot
Fernand Nisot (Bruxelas, 11 de abril de 1895 - 31 de julho de 1973) foi um futebolista belga que competiu nos Jogos Olímpicos de Verão de 1920, ele ganhou a medalha de ouro como membro da Seleção Belga de Futebol.

## Ligações Externas
- Perfil em DatabaseOlympics[ligação inativa]